# Hypogramma hypogrammicum
La nettarinia nucablu (Hypogramma hypogrammicum (S.Müller, 1843)) è un uccello della famiglia Nectariniidae. È l'unica specie nota del genere Hypogramma Reichenbach, 1853.